# Il domatore di donne
Il domatore di donne (She Couldn't Take It) è un film del 1935 diretto da Tay Garnett.

## Trama
Un ricco industriale ossessionato dalla sua assillante famiglia si fa arrestare per trovare pace. In cella fa amicizia con un gangster che ha deciso di cambiare vita, quando l'industriale è colto da infarto fa promettere all'amico che sistemerà per lui i suoi affari e questi obbedisce, riuscendo anche a far innamorare la figlia del ricco defunto.